# Jaime Ray Newman

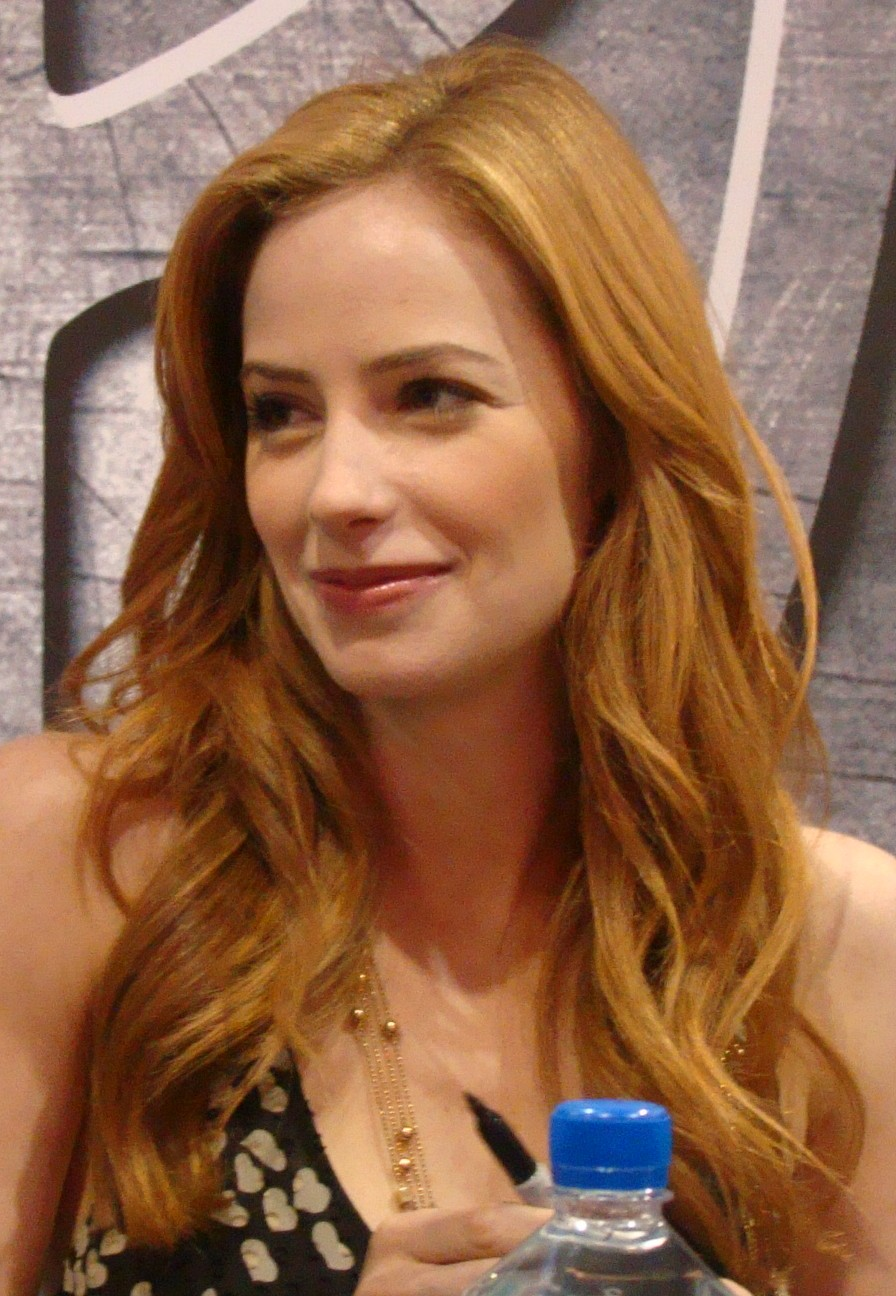
Jaime Ray Newman (2009)

Jaime Ray Newman (ur. 2 kwietnia 1978 w Farmington Hills) – amerykańska aktorka, która wystąpiła m.in. w serialach: Punisher, Miasto zła, Gry umysłu i Szkarłatna wdowa. Producentka nagrodzonego Oscarem filmu krótkometrażowego Skin.

## Filmografia

### Filmy
| Rok  | Tytuł                              | Rola                   | Uwagi                                      |
| ---- | ---------------------------------- | ---------------------- | ------------------------------------------ |
| 1999 | Full Blast                         | Bo                     |                                            |
| 2002 | The Violent Kind                   | Amanda                 |                                            |
| 2002 | Star Quality                       | Katie Swellhead        | krótkometrażowy                            |
| 2002 | Złap mnie, jeśli potrafisz         | Monica                 |                                            |
| 2005 | Lonesome Matador                   | Emily                  | krótkometr.                                |
| 2005 | Living 'til the End                | Audrey Gersons         |                                            |
| 2007 | Raw Footage                        | Rachel Graham          | krótkometr.                                |
| 2007 | Sex and Breakfast                  | Betty                  |                                            |
| 2008 | Moja dziewczyna wychodzi za mąż    | Ariel                  |                                            |
| 2008 | A Line in the Sand                 | Ann Marie              |                                            |
| 2009 | Dr. Dolittle: Million Dollar Mutts | Emmy (głos)            |                                            |
| 2012 | Rubberneck                         | Danielle Jenkins       |                                            |
| 2013 | Altered Minds                      | Julie Shellner         |                                            |
| 2013 | Igrzyska zabójców                  | Emma                   |                                            |
| 2013 | Tarzan                             | Alice Greystoke (głos) |                                            |
| 2016 | Heirloom                           | dr McKoy               | krótkometr.                                |
| 2016 | A Christmas in New York            | Susan Clark            |                                            |
| 2018 | Skin                               |                        | krótkometr. nagrodzona Oscarem producentka |
| 2018 | Skin                               | Melissa Frye           | film pełnometrażowy też producentka        |
| 2019 | Dolina Bogów                       | Laura Ecas             |                                            |
| 2021 | MK Ultra                           | Rose Strauss           |                                            |

### Telewizja
| Rok     | Tytuł                                | Rola                   | Uwagi              |
| ------- | ------------------------------------ | ---------------------- | ------------------ |
| 2001    | The Drew Carey Show                  | Tina                   | 1 odc.             |
| 2002–03 | Szpital miejski                      | Kristina Cassadine     | w gł. obsadzie     |
| 2003    | CSI: Kryminalne zagadki Las Vegas    | Julie Waters           | 1 odc.             |
| 2003    | Happy Family                         | Amanda                 | 1 odc.             |
| 2004    | Wedding Daze                         | Teri Landry            | film TV            |
| 2005    | McBride: Murder Past Midnight        | Emily Harriman         | film TV            |
| 2005    | Nie z tego świata                    | Amanda Walker          | 1 odc.             |
| 2005    | Gwiezdne wrota: Atlantyda            | Laura Cadman           | 2 odc.             |
| 2006    | Jordan w akcji                       | Gwen Osbourne          | 1 odc.             |
| 2006    | Kości                                | Stacy Goodyear         | 1 odc.             |
| 2006    | Related                              | Kylie Stewart          | 2 odc.             |
| 2006    | Medium                               | Angela Saunders / Jade | 1 odc.             |
| 2006    | Under the Mistletoe                  | Susan Chandler         | film TV            |
| 2006    | Hollis & Rae                         | Hollis Chandler        | film TV            |
| 2006    | Pentagon: Sektor E                   | Natalie Hughes         | 4 odc.             |
| 2006–07 | Weronika Mars                        | Mindy O’Dell           | 8 odc.             |
| 2007    | Zabójcze umysły                      | Lacy Kyle              | 1 odc.             |
| 2007    | Heroes                               | młoda Victoria Pratt   | 1 odc.             |
| 2007    | Marlowe                              | Tracy Faye             | film TV            |
| 2007    | I'm Paige Wilson                     | Paige Wilson           | film TV            |
| 2008    | Lincoln Heights                      | Sabrina Gasper         | 4 odc.             |
| 2008    | Uczciwy przekręt                     | Aimee Martin           | 1 odc.             |
| 2009    | Bez skazy                            | Daphne Pendell         | 2 odc.             |
| 2009    | CSI: Kryminalne zagadki Las Vegas    | Melinda Carver         | 1 odc.             |
| 2009    | Mental: Zagadki umysłu               | Zan Avidan             | 3 odc.             |
| 2009–10 | Eastwick                             | Katherine Gardener     | gł. rola           |
| 2009–10 | Eureka                               | Tess Fontana           | gł. rola           |
| 2010–11 | Druga szansa                         | Julia                  | 2 odc.             |
| 2010–13 | Jej Szerokość Afrodyta               | Vanessa Hemmings       | 10 odc.            |
| 2011    | Bananowy doktor                      | Stacey Saxe            | 1 odc.             |
| 2011    | Agenci NCIS                          | Melanie Burke          | 2 odc.             |
| 2011–12 | CSI: Kryminalne zagadki Nowego Jorku | Claire Taylor          | 2 odc.             |
| 2011–12 | Grimm                                | Angelina Lasser        | 2 odc.             |
| 2012    | Castle                               | Holly Franklin         | 1 odc.             |
| 2013    | Szkarłatna wdowa                     | Katrina Petrova        | gł. rola           |
| 2014    | Gry umysłu                           | Samantha Gordon        | gł. rola           |
| 2014    | Franklin & Bash                      | Cheryl Koch            | 1 odc.             |
| 2015    | Bosch                                | Laura Kell             | 2 odc.             |
| 2015    | Niewierni                            | Kate                   | 2 odc.             |
| 2015    | Miasto zła                           | Allison Roth           | gł. rola           |
| 2016    | Bates Motel                          | Rebecca Hamilton       | 7 odc.             |
| 2016    | Mroczne zagadki Los Angeles          | Wildred Darnell        | 3 odc.             |
| 2017    | Punisher                             | Sarah Lieberman        | gł. rola           |
| 2018    | Magicy                               | Irene McAllistair      | 6 odc.             |
| 2018    | Oszuści                              | Linda                  | 3 odc.             |
| 2018    | Midnight, Texas                      | Patience Lucero        | 9 odc.             |
| 2020    | Małe ogniska                         | Elizabeth              | miniserial; 3 odc. |
| 2020    | Deputy                               | Carol Riley            | 4 odc.             |
| 2021    | Lekomania                            | Kathe Sackler          | 5 odc.             |
| 2022    | Miłość ponad czasem                  | Lucille Abshire        | miniserial; 4 odc. |